# Pseudolimnophila dundoensis
Pseudolimnophila dundoensis är en tvåvingeart som beskrevs av Alexander 1963. Pseudolimnophila dundoensis ingår i släktet Pseudolimnophila och familjen småharkrankar. Inga underarter finns listade i Catalogue of Life.